# معبد گائوشی
معبد گائوشی (چینی: 高士神社; پین‌یین: Gāoshì Shénshè) یک معبد شینتویی است که در تایوان قرار دارد.